# Howard Zieff
Howard Zieff (ur. 21 października 1927 w Chicago, zm. 22 lutego 2009 w Los Angeles) – amerykański reżyser filmów i reklam, a także fotograf.
W ciągu swojej reżyserskiej kariery zrealizował 9 filmów fabularnych. Wszystkie z nich to komedie; największą popularność przyniosły mu: Szeregowiec Benjamin (1980) z nominowaną do Oscara Goldie Hawn oraz Moja dziewczyna (1991).
Zmarł w szpitalu w Los Angeles w następstwie komplikacji wywołanych chorobą Parkinsona.

## Filmografia
- 1973: Śliska sprawa
- 1975: Hollywoodzki kowboj
- 1978: Wizyty domowe
- 1979: Wielkie starcie
- 1980: Szeregowiec Benjamin
- 1984: Twoja niewierna
- 1989: Drużyna marzeń
- 1991: Moja dziewczyna
- 1994: Moja dziewczyna 2